# Fulgenzio Vitman
Fulgenzio Vitman (1728 – 1806) è stato un abate e botanico tedesco.
Nativo della Baviera, Vitman insegnò botanica nell’Università degli Studi di Pavia dal 1763 al 1774, dove fondò nel 1773 l'Orto Botanico dell'Università, quando venne chiamato a ricoprire la stessa cattedra nelle Scuole Palatine di Milano, da poco tempo trasferite nel complesso di Brera. La presenza di un giardino adiacente al lato meridionale del palazzo, permise all'abate di avviare la realizzazione di un orto botanico per la coltivazione delle piante officinali e l'insegnamento diretto agli studenti. Lo studio delle piante officinali era stato avviato nell'ambiente monastico grazie agli insegnamenti di Francesco Maratti. 
Per l'accrescimento dell'orto botanico Vitman fece riferimento tra gli altri a Carlo Allioni, botanico sabaudo assai noto al suo tempo in tutta Europa, e in pochi anni riuscì a raccogliere piante e semi anche rari.
Come d'uso del tempo iniziò a raccogliere un ricco erbario, ma a causa di problemi economici, dovuti al magro stipendio percepito, dovette poi venderlo nel 1785 all'Università di Pavia, dove se ne conserva ancora una parte.
Scrisse alcune opere di botanica tra le quali:
- De medicatis herbarum facultatibus liber ex veteri medicorum fide, ex probata nuperorum observatione, ex privato quarumdam gentium usu methodo botanica secundum alphabeti seriem ordinatus. Pars prima [-altera], Faventiæ, sumptibus Josephi Antonii Archii, 1770.
- Saggio dell'istoria erbaria delle Alpi di Pistoja, Modena, e Lucca; con nuove osservazioni botaniche, e mediche, Bologna, per le stampe di Lelio Dalla Volpe, 1773.
- Summa plantarum quae hactenus innotuerunt methodo linnaeana per genera et species digesta illustrata descripta, Mediolani, Typis imper. monast. S. Ambrosii Majoris, 1789-1792.

Nel 1783 su proposta dell'Allioni, Vitman venne cooptato all'Accademia delle Scienze di Torino.